# Shattered Glass (canción de Laura Branigan)
«Shattered Glass» es una canción escrita por Bob Mitchell y Steve Coe grabada originalmente en 1980 por la cantante escocesa Ellie Warren. En 1987 la canción fue grabada por la cantante estadounidense Laura Branigan con el equipo de producción de Stock Aitken y Waterman como sencillo principal del quinto álbum de estudio de Branigan, Touch (1987).
Fue lanzado en junio de 1987 con "Statue in the Rain" como lado B, una canción grabada para Touch con el productor David Kershenbaum y omitida de la versión en vinilo del álbum para incluir las pistas de Stock Aitken y Waterman. La versión maxi de 12" fue remezclada por Pete Hammond.  
En Estados Undos alcanzó el número 48 en el Billboard Hot 100 en agosto de 1987. El sencillo también alcanzó el número 13 en la lista Hot Dance/Disco Club Play de Billboard y el número 27 en la Hot Adult Contemporary. "Shattered Glass" llegó al puesto 26 en Suiza, al 43 en Alemania, al 60 en Australia, al 29 en Sudáfrica y al 78 en la UK Singles Chart de Reino Unido.

## Lista de canciones
| sencillo 7" |                      |          |  |
| N.º         | Título               | Duración |  |
| 1.          | «Shattered Glass»    | 3:40     |  |
| 2.          | «Statue in the Rain» | 4:16     |  |

| maxi 12" |                                      |          |  |
| N.º      | Título                               | Duración |  |
| 1.       | «Shattered Glass» (vocal/12″ mix)    | 7:14     |  |
| 2.       | «Shattered Glass» (vocal/LP version) | 3:40     |  |
| 3.       | «Statue in the Rain»                 | 4:16     |  |

| CD sencillo (Parte de Say I'm Your Number One: The Singles Box Set de 2015) |                                      |          |  |
| N.º                                                                         | Título                               | Duración |  |
| 1.                                                                          | «Shattered Glass»                    | 3:40     |  |
| 2.                                                                          | «Whatever I Do (Wherever I Go)»      | 4:01     |  |
| 3.                                                                          | «Shattered Glass» (extended version) | 7:14     |  |
| 4.                                                                          | «Shattered Glass» (instrumental)     | 3:40     |  |

## Posicionamieto en listas
| Lista (1987)                              | Máxima posición |
| ----------------------------------------- | --------------- |
| Alemania (Offizielle Deutsche Charts)     | 43              |
| Australia (Kent Music Report)             | 60              |
| Estados Unidos (Billboard Hot 100)        | 48              |
| Estados Unidos (Adult Contemporary)       | 27              |
| Estados Unidos (Hot Dance Club Songs)     | 13              |
| Estados Unidos (Dance Singles Sales)      | 15              |
| Estados Unidos (Cash Box Top 100 Singles) | 51              |
| Europa (European Hot 100 Singles)         | 89              |
| Reino Unido(UK Singles Chart)             | 78              |
| Reino Unido UK Dance Chart (Music Week)   | 48              |
| Sudáfrica (Springbok Radio)               | 29              |
| Suiza (Schweizer Hitparade)               | 26              |

## Créditos y personal
Créditos adaptados de las notas de Touch.
- Laura Branigan – vocales
- Stock Aitken y Waterman – producción
- John O'Hara - teclados
- Mike Stock - teclados, programación Linn, coros
- Matt Aitken - teclados, programación Linn, guitarras
- A. Linn - batería
- Dee Lewis - coros
- Coral Gordon - coros
- Mark McGuire – ingeniería
- Peter Hammond - mezcla

## Otras Versiones
- Una nueva versión de "Shattered Glass" de la cantante inglesa Natalie Powers fue lanzada como sencillo en junio de 2009 por Liberty City Records.
- La canción también fue versionada por Hazell Dean, quien la lanzó como sencillo en noviembre de 2012, incluyendo mezclas producidas por Matt Pop, Pete Ware y Yisraelee.